# Boschpoort (stadspoort in Maastricht)
De Boschpoort, ook wel Hochterpoort genoemd, is een voormalige stadspoort in de Nederlandse stad Maastricht. De poort was onderdeel van de tweede middeleeuwse stadsomsluiting en was gelegen aan het einde van de Boschstraat, waar ze de belangrijkste toegang vormde tot de stad vanuit noordelijke richting (Maaseik, 's-Hertogenbosch). De oorspronkelijke poort dateerde uit de late 13e eeuw, maar werd in de loop der eeuwen diverse malen vernieuwd. Vanaf de 17e eeuw was de veldzijde van de poort deels aan het oog onttrokken door de uitbreiding van de vestingwerken van Maastricht. De poort werd in 1869-'70 gesloopt.

## Geschiedenis

### Bouw tweede middeleeuwse stadsmuur en Boschpoort

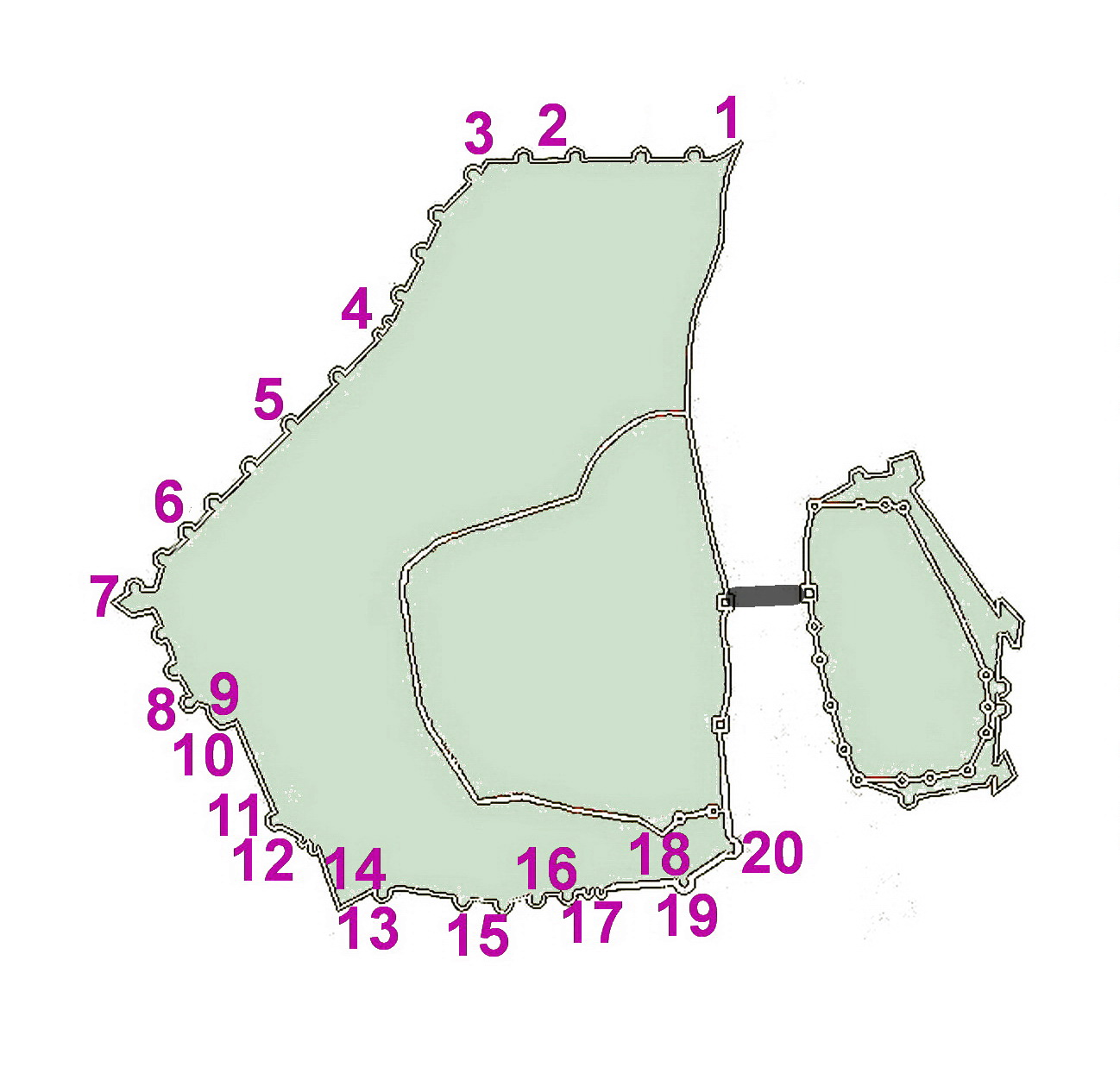
Tweede stadsmuur met Boschpoort (2) tussen Biesenbastion (1) en Boschkat (3)

Nadat de eerste middeleeuwse stadsmuur uit het tweede kwart van de dertiende eeuw al na enkele decennia te krap bleek, besloot men vanaf circa 1294 de langs de uitvalswegen ontstane voorsteden binnen een nieuw te bouwen enceinte (stadsomsluiting) te brengen. De nieuwe omsluiting werd in 1380 in gebruik genomen, hoewel er nog tot circa 1500 aan gebouwd werd. De tweede stadsmuur op de linker Maasoever had een lengte van 4,4 km, inclusief ca. 900 m van de eerste muur, voornamelijk langs de Maas. De hoogte varieerde van 6 tot 9 m. Er kwamen vijf nieuwe land- of veldpoorten en twee waterpoorten. Daarnaast bleven de bestaande Maaspoorten in functie, en tot aan het einde van de 15e eeuw ook de Helpoort.
Tot 1380 vormden de Grote Poort en de Leugenpoort op de Houtmarkt, de latere Markt, de belangrijkste noordwestelijke toegangen. Omstreeks 1297-1299 verrees aan het einde van de Boschstraat de nieuwe Hochter- of Boschpoort. Tot de 17e eeuw werd voornamelijk gesproken van de Hochterpoort, de poort die leidde naar de belangrijke 12e-eeuwse abdij van Hocht. Volgens sommige auteurs is de poort ouder en zijn er vermeldingen in 1316 en 1324.
De oorspronkelijke poort was een rechthoekig bouwwerk met een verdieping, geflankeerd door twee ronde torens met hoge spitsen. Het metselwerk bestond uit blokken steen, waarschijnlijk Naamse steen. De poortdoorgang was aanvankelijk spitsboogvormig, later gewijzigd in een rondbogige doorgang. In 1418 kregen de voetboogschutters toestemming om op de verdieping van de Boschpoort samen te komen. In 1463 was de Boschpoort wegens bouwvalligheid enige tijd gesloten, waarna ze tussen 1470 en 1480 werd gerestaureerd en verstevigd. In 1502 moest de poort opnieuw worden hersteld, maar bouwmeester Conrad van Noerenborch leverde dusdanig slecht werk dat de poort verzakte. De architect werd voor eeuwig uit de stad verbannen.

### Uitbouw van de vesting en inkapseling Boschpoort
Door de veranderde oorlogsvoering en de als gevolg daarvan gestaag uitdijende buitenwerken, raakten de stadspoorten vanaf eind 15e eeuw steeds meer ingekapseld. De Boschpoort was omstreeks 1500 - wellicht al eerder - uitgebreid met een barbacane, een versterkte uitbouw aan de veldzijde van de poort. Bij het Beleg van Maastricht van 1579 werden de torens kapotgeschoten, waarna ze niet meer werden herbouwd. In de 17e eeuw werd aan de veldzijde het Boschpoortbastion aangelegd, eigenlijk een ravelijn, waardoor de Boschpoort een tweede toegang kreeg aan de noordoostzijde van het bastion, een zogenaamde buitenpoort. Over de gracht bij de buitenpoort lag een deels stenen, deels houten brug. Het houten deel kon 's avonds worden opgehaald en bij belegeringen worden afgebroken. Op de maquette van Maastricht uit het midden van de 18e eeuw is de inkapseling van de Boschpoort goed te zien. Door de aanleg van de Nieuwe Bossche Fronten in het begin van de 19e eeuw, werd de Boschpoort aan de veldzijde nog meer aan het oog onttrokken.

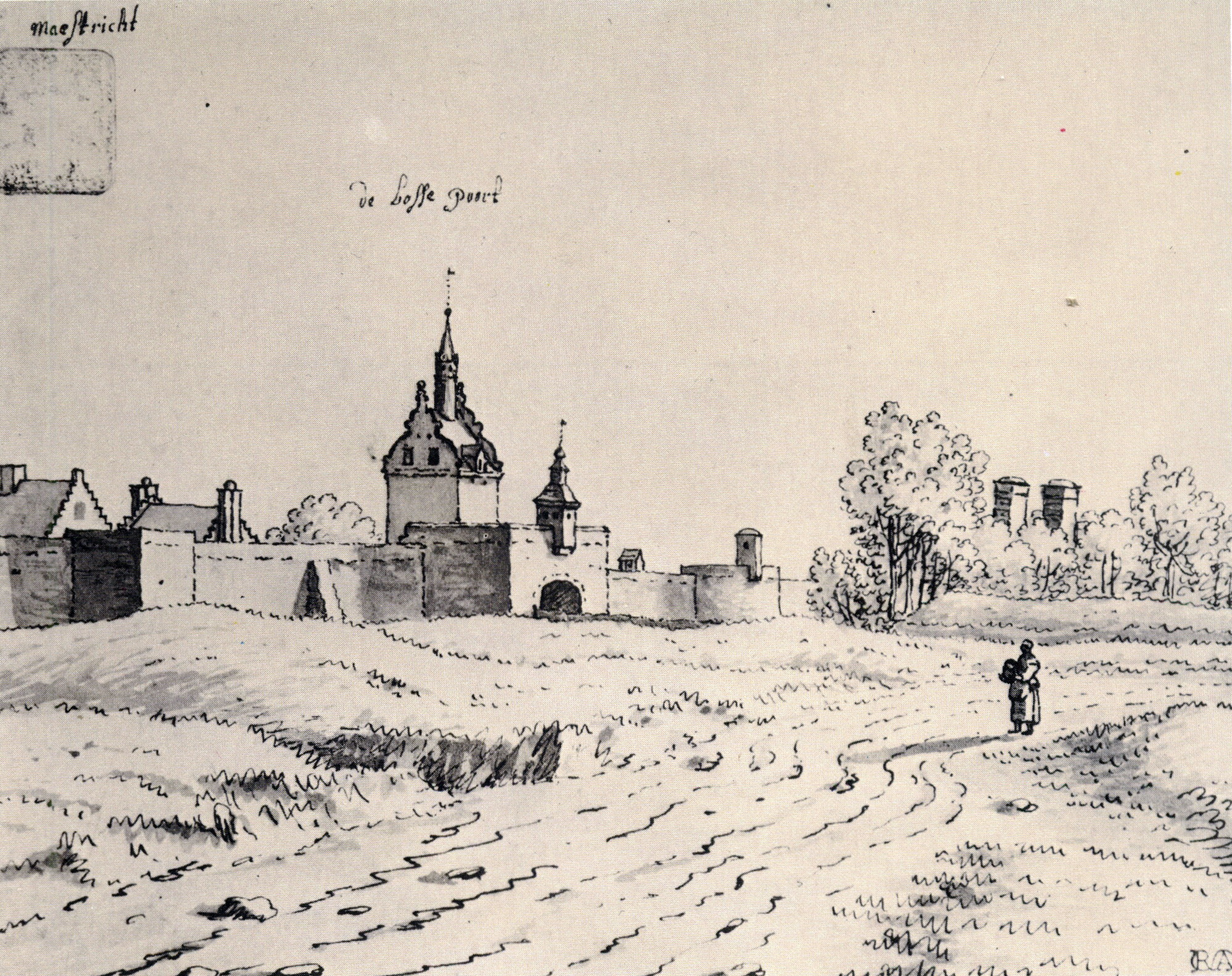
Omgeving Boschpoort (J. de Grave, ca. 1670)
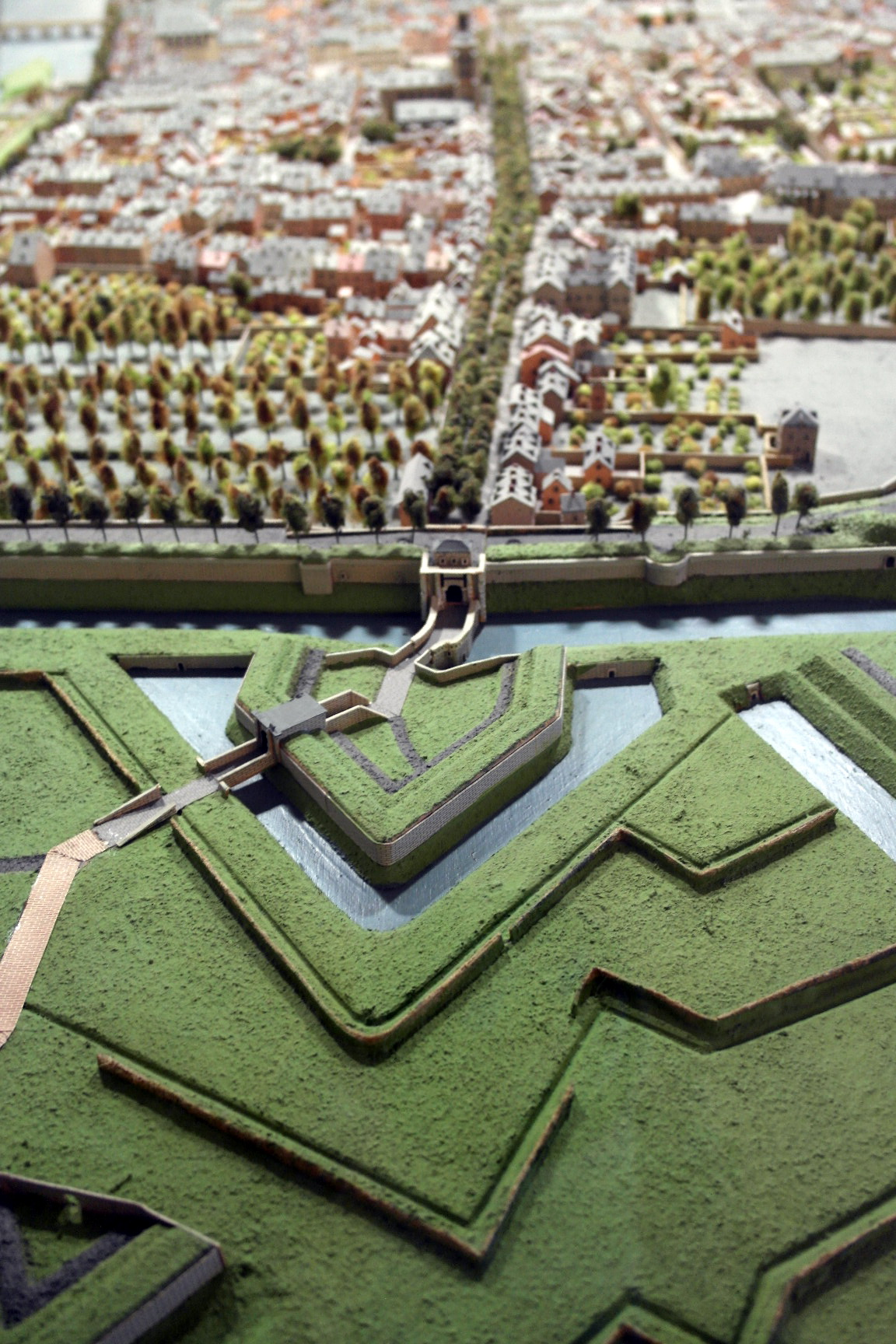
Boschstraat, Boschpoort en buitenwerken, ca. 1750
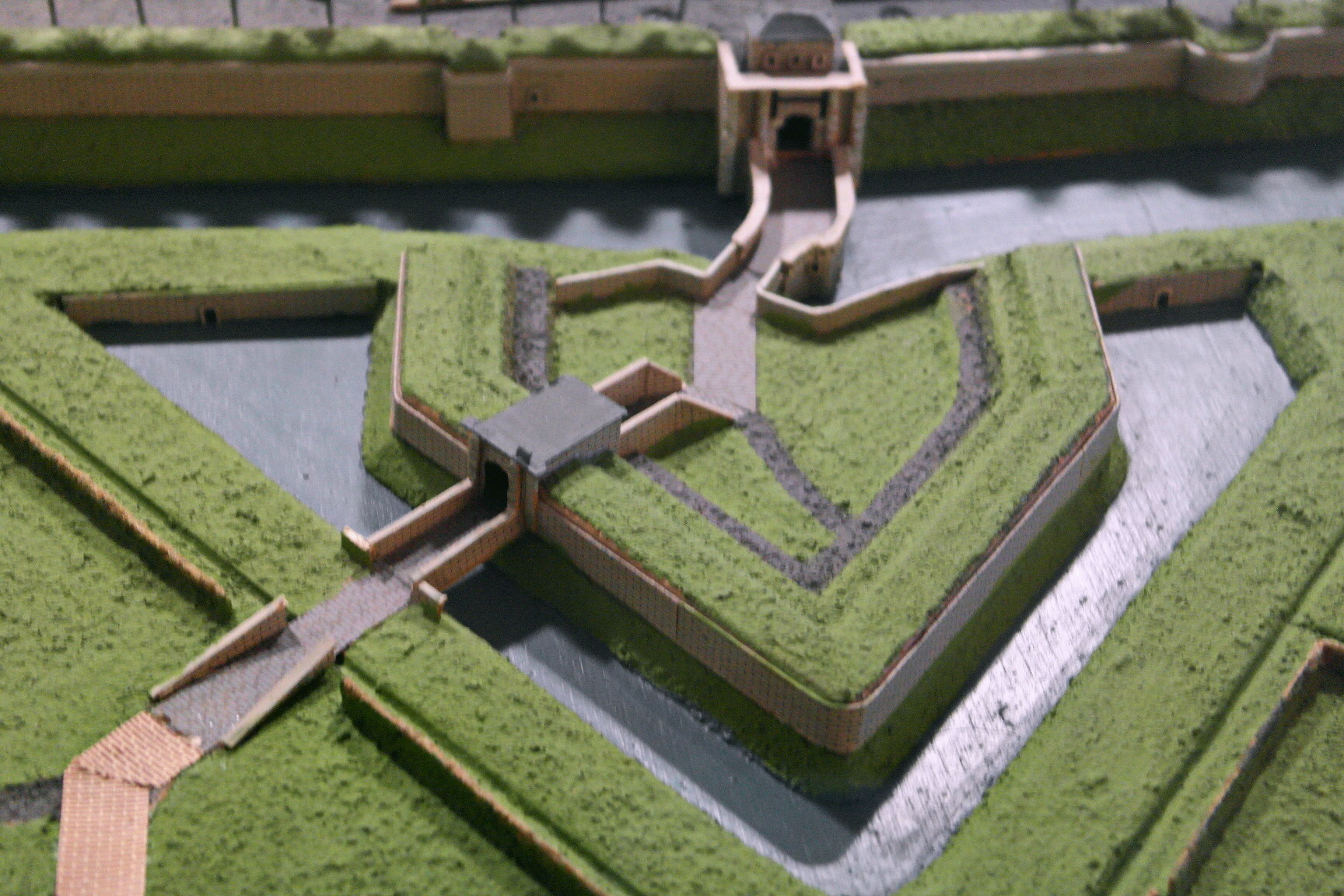
Boschpoort en Boschpoortbastion, ca. 1750
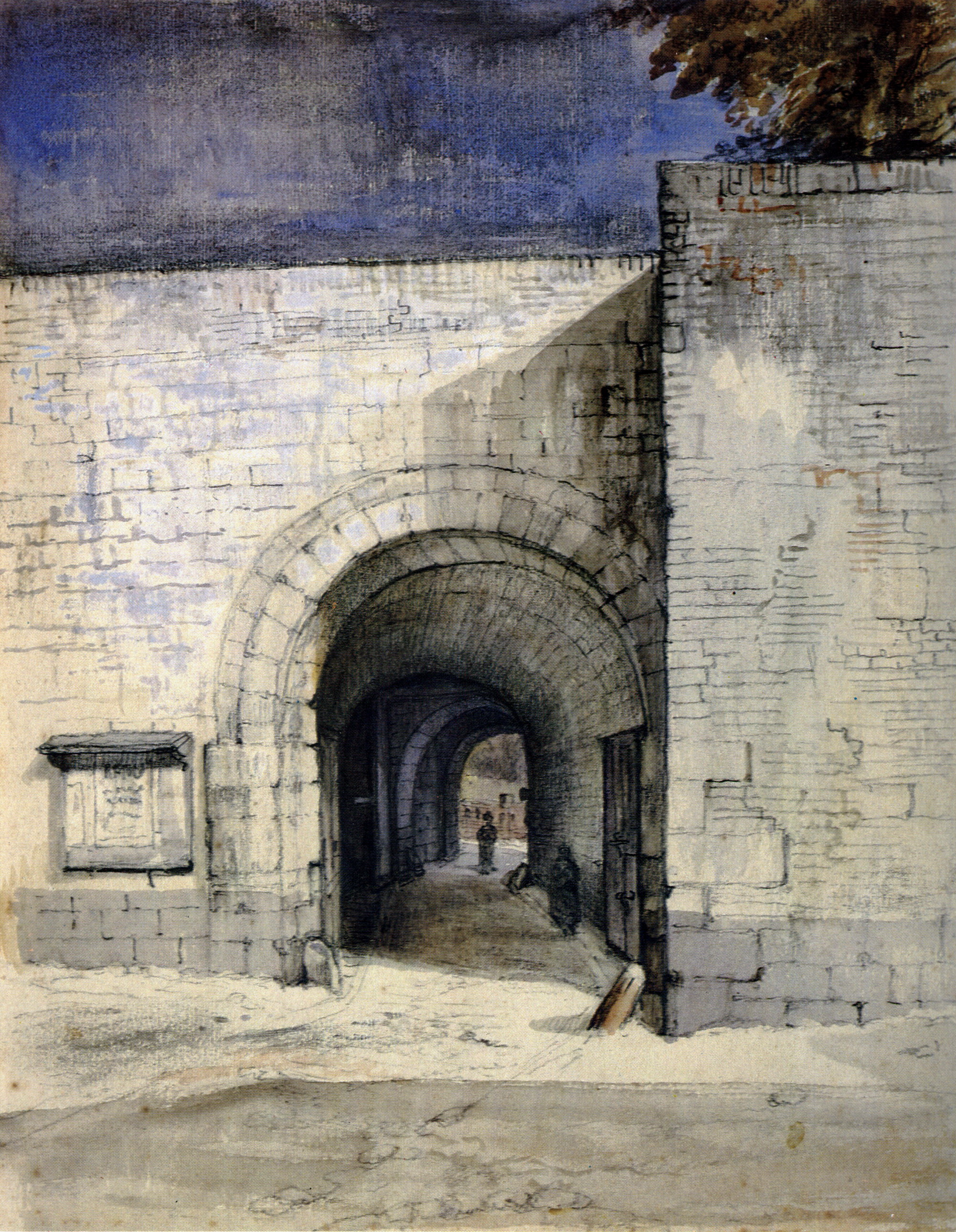
Stadszijde poort (J. Lefebvre of A. Schaepkens, 19e eeuw)

### Ontmanteling vesting en sloop Boschpoort
Op 29 mei 1867 ondertekende koning Willem III der Nederlanden, na lang aandringen van onder andere de gemeente Maastricht, het besluit tot opheffing van de vestingstatus van Maastricht, Venlo, Bergen op Zoom, Vlissingen en enkele andere vestingen. In de jaren daarna werd de vesting Maastricht in opdracht van het Ministerie van Oorlog ontmanteld, waarna de gronden werden overgedragen aan de Dienst der Registratie en Domeinen voor verdere sloop en herbestemming. De stadspoorten van Maastricht, die onder de zeggenschap van het gemeentebestuur vielen, werden tussen 1867 en 1870 als eerste afgebroken; de Boschpoort in de winter van 1869-1870. Het terrein van de Boschpoort en omliggende vestingwerken werd daarna geveild en verworven door de eigenaren van nabijgelegen fabrieken, Petrus Regout en Lhoëst – Lammens & Cie. Een klein deel ten zuidoosten van de poort bleef tot 1891 als militair terrein in handen van het rijk.
Tegen de afbraak van de eeuwenoude stadspoorten rees nauwelijks protest. Na de geruisloze afbraak van de Tongersepoort in 1867, werd door toedoen van de kunstenaar-oudheidkundige Alexander Schaepkens en de jonge Victor de Stuers bij de sloopbestekken van de andere poorten bepaald dat foto's en tekening gemaakt moesten worden. De tekenaar Johannes Brabant maakte in opdracht van het Geschied- en Oudheidkundig Genootschap schetsen en de fotograaf Theodor Weijnen foto's van de te slopen vestingwerken.

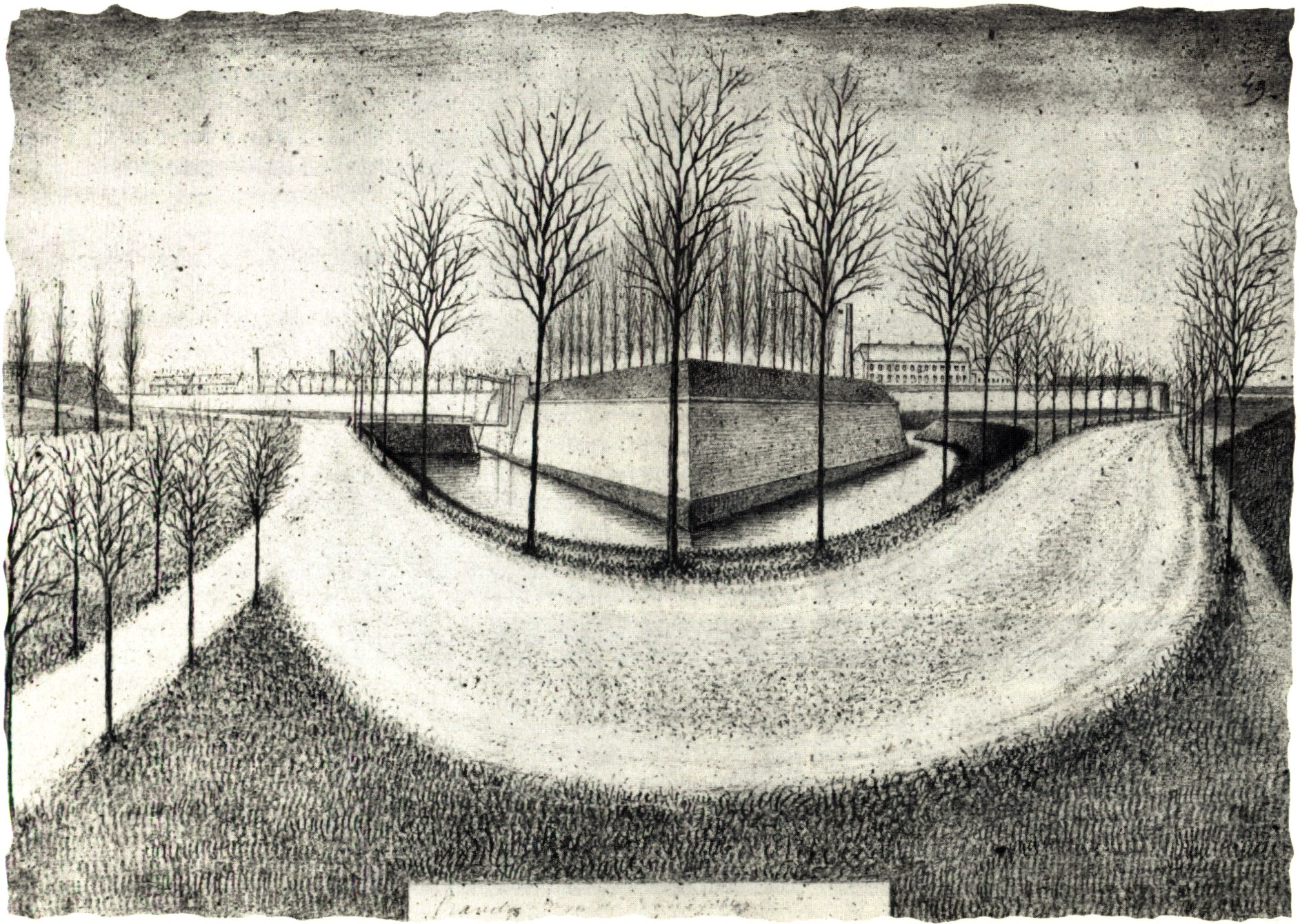
Boschpoortbastion (J. Brabant, ca. 1865)
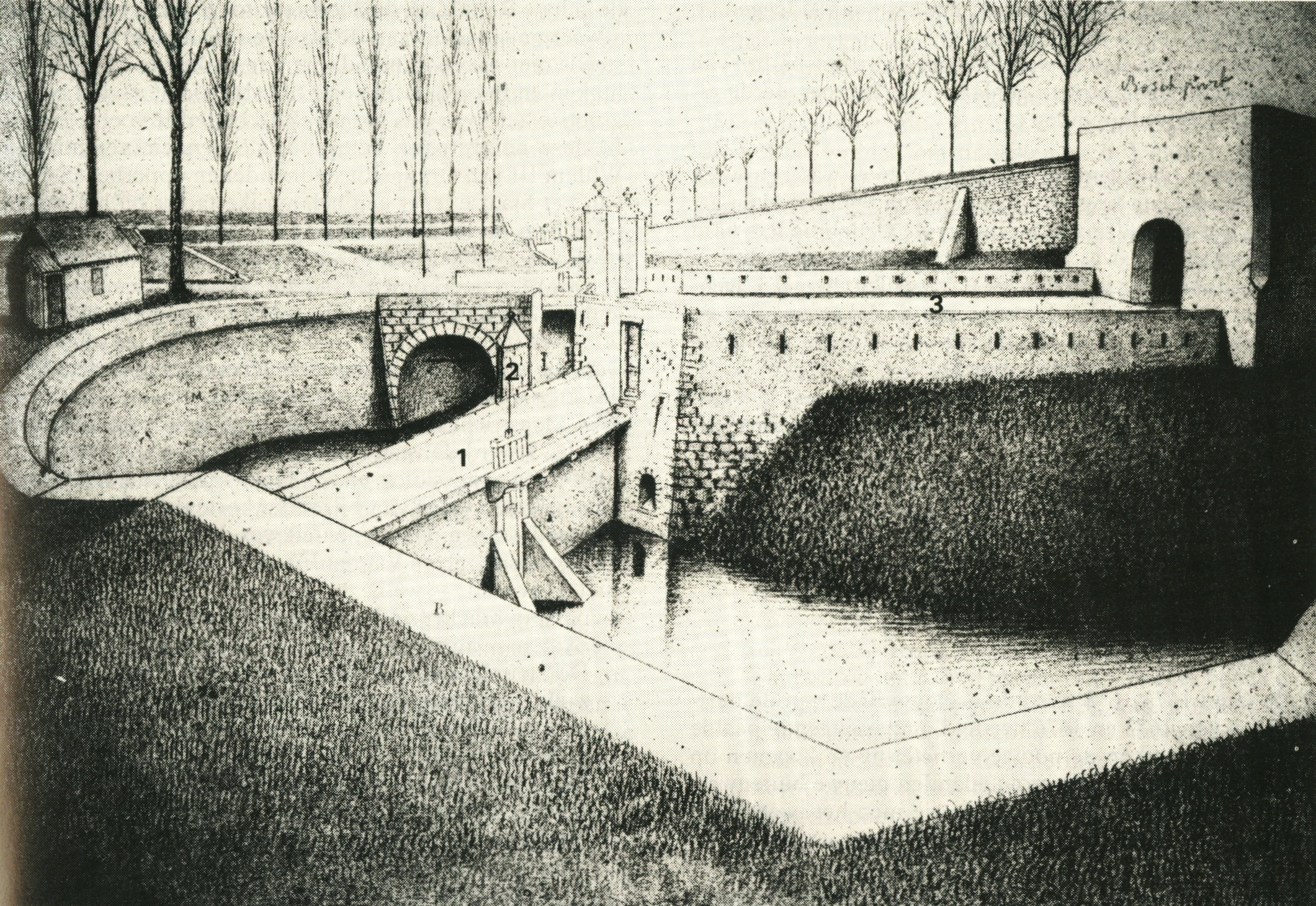
Westelijk aanzicht (J. Brabant, ca. 1865)
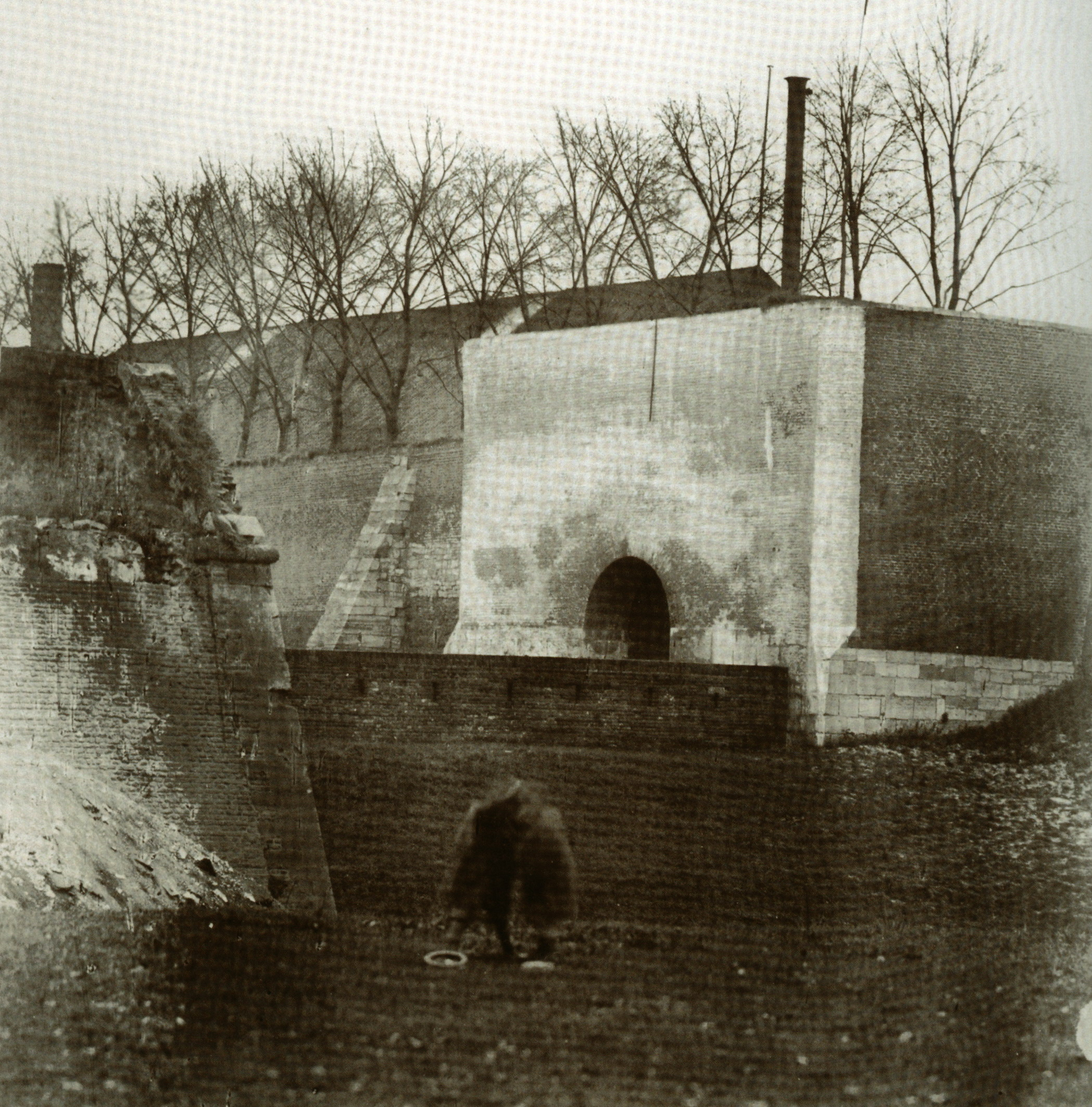
De Boschpoort, kort voor de afbraak (Th. Weijnen, 1868)
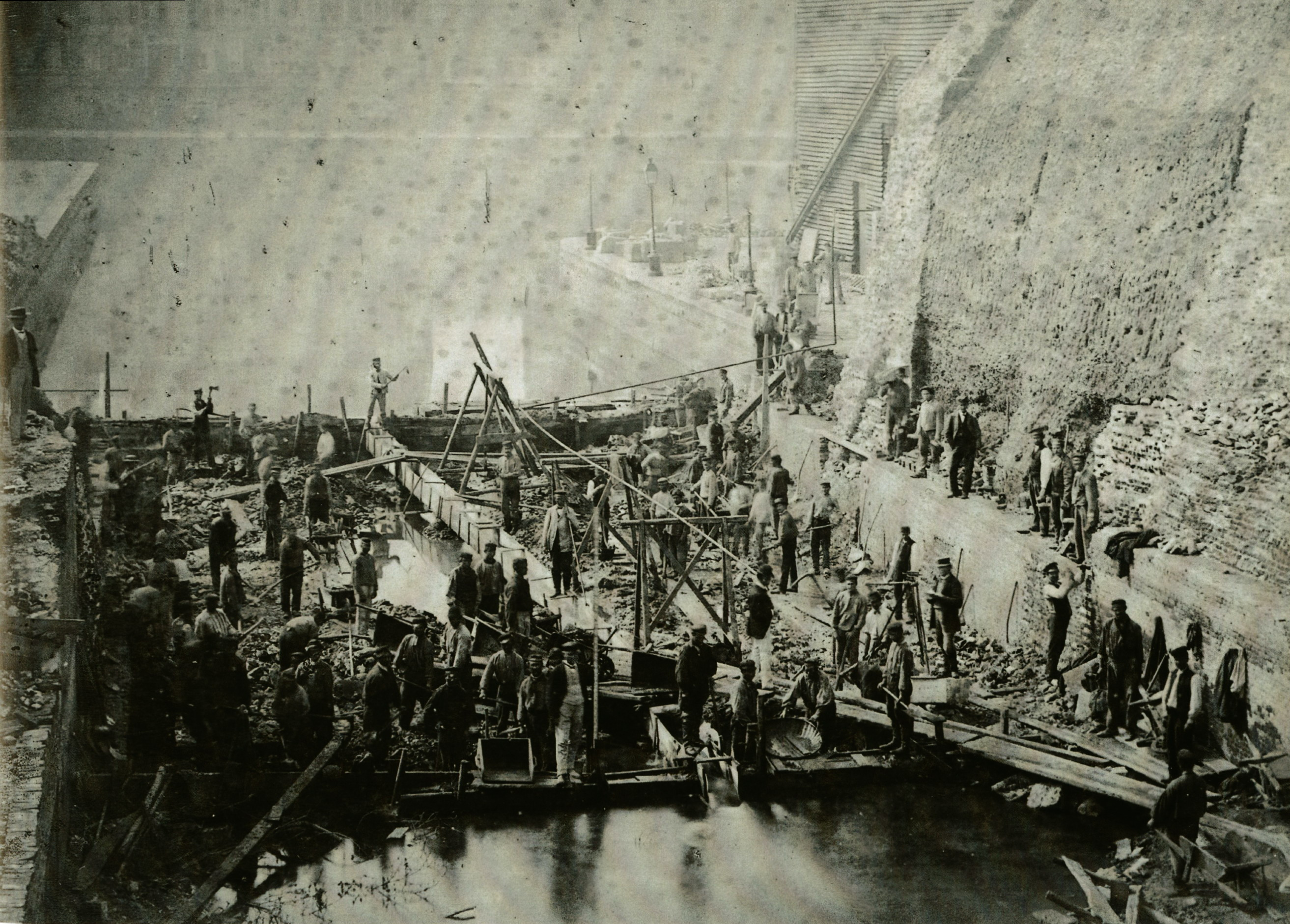
Sloop stadsmuur bij Bassin (Th. Weijnen, 1875)

## Cultuurhistorisch erfgoed
Van de Boschpoort zelf is niets overgebleven. Op deze locatie staan thans enkele voormalige fabrieksgebouwen die inmiddels tot de 'jonge monumenten' gerekend worden: de Timmerfabriek en het Eiffelgebouw. Ook het naast de Boschpoort gelegen wachthuis is verdwenen. Van de militaire gebouwen in de omgeving is alleen de vroeg-19e-eeuwse affuitenloods op het terrein van de Sappi-papierfabriek overgebleven. De loods werd eind 19e eeuw verbouwd tot een complex met arbeidershuisjes en doet thans dienst als bedrijfsgebouw. Vlakbij zijn in een muur nog sporen te zien van de hellingbaan waarover de kanonnen naar de wal achter de stadsmuur werden getrokken.
Het gebied buiten de Boschpoort werd traditioneel aangeduid als Bosscherveld. Het eind 19e eeuw daar ontstane industrieterrein draagt dezelfde naam. Hier lag van 1856 tot 1954 tevens het Station Maastricht Boschpoort. In de 20e eeuw kreeg de wijk rondom de Bosscherweg de naam Boschpoort. Van 1911 tot 1961 speelde voetbalclub MVV in het in deze wijk gelegen stadion De Boschpoort.

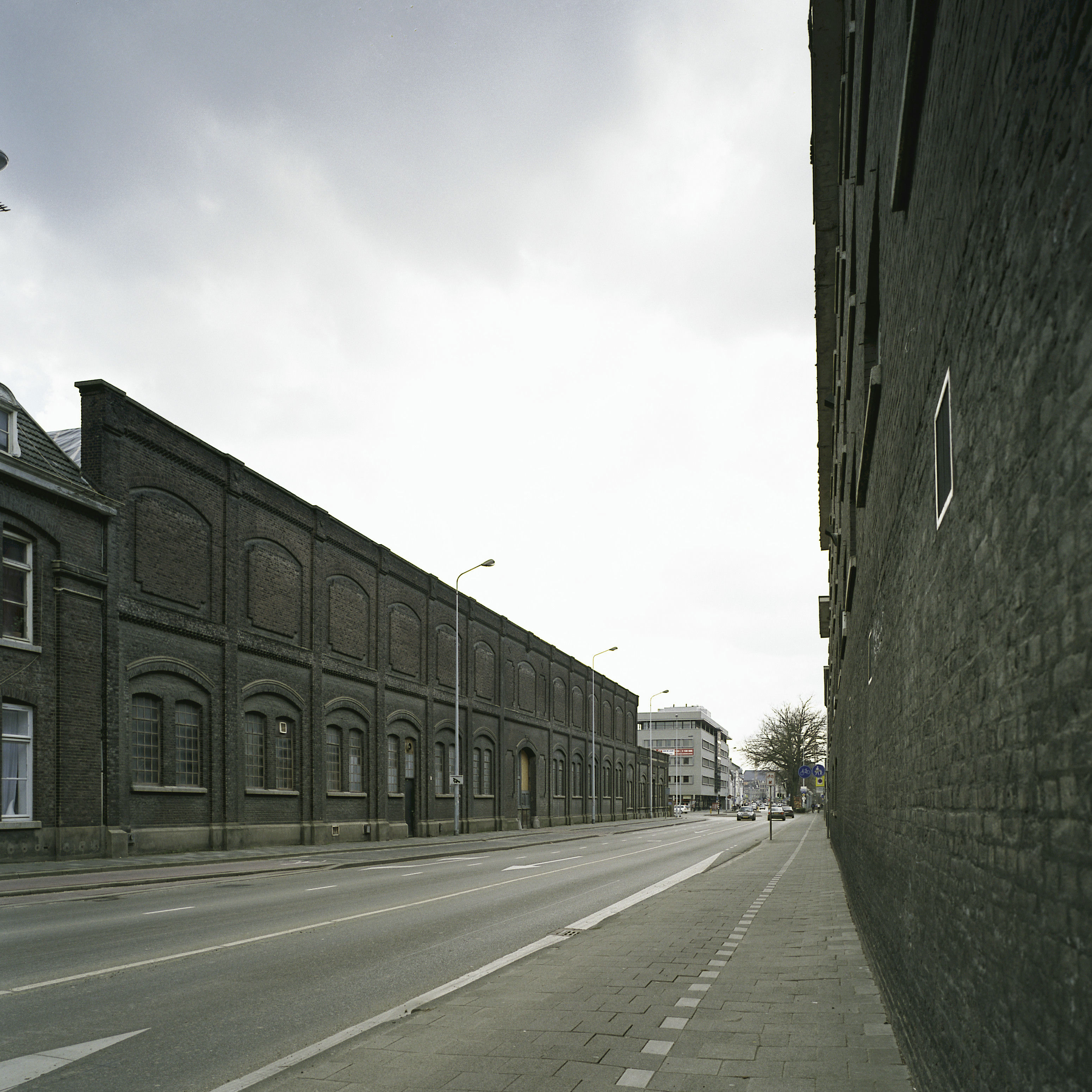
Locatie voormalige Boschpoort anno 2006
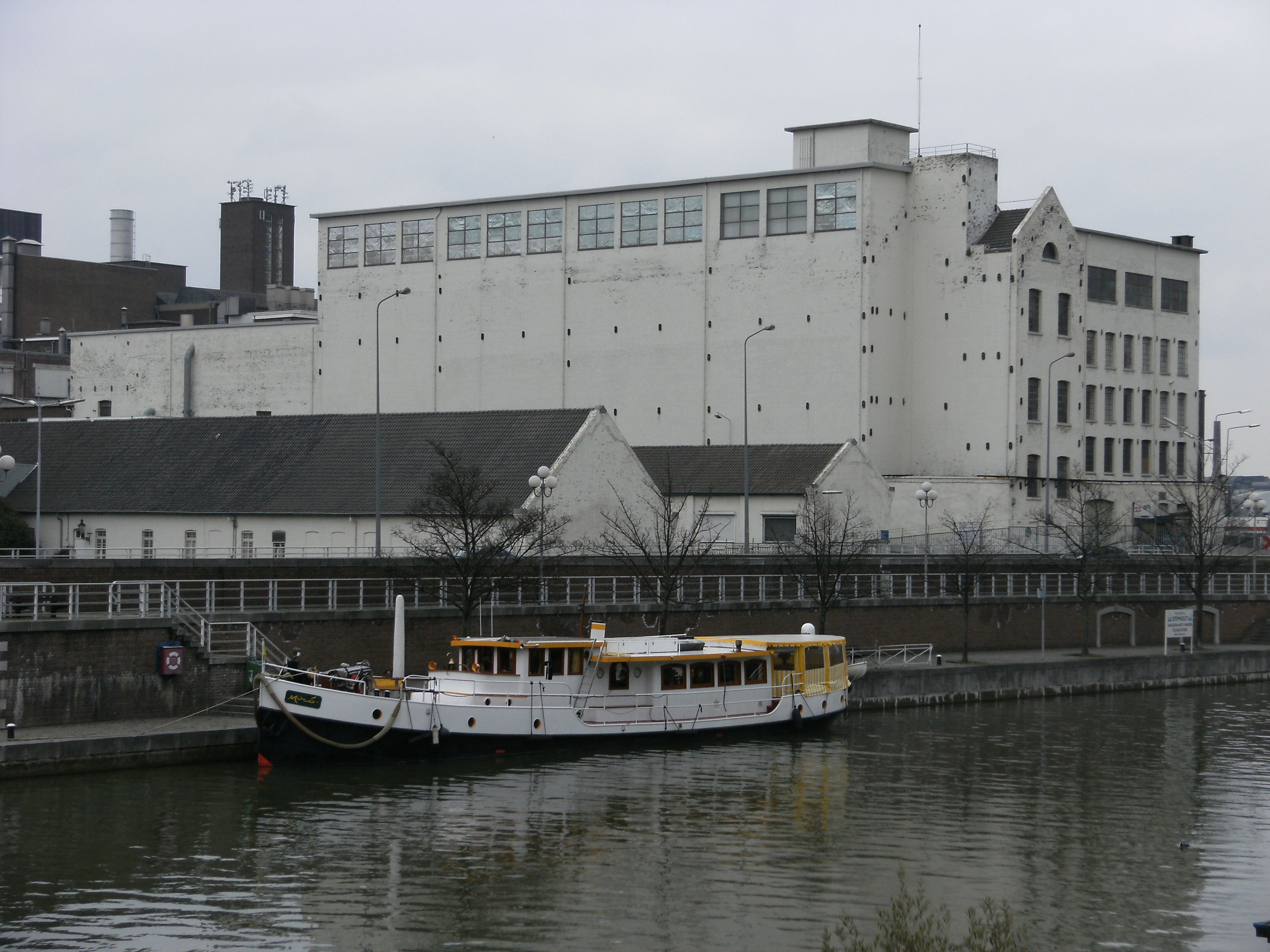
Bassin met papierfabriek en affuitenloods
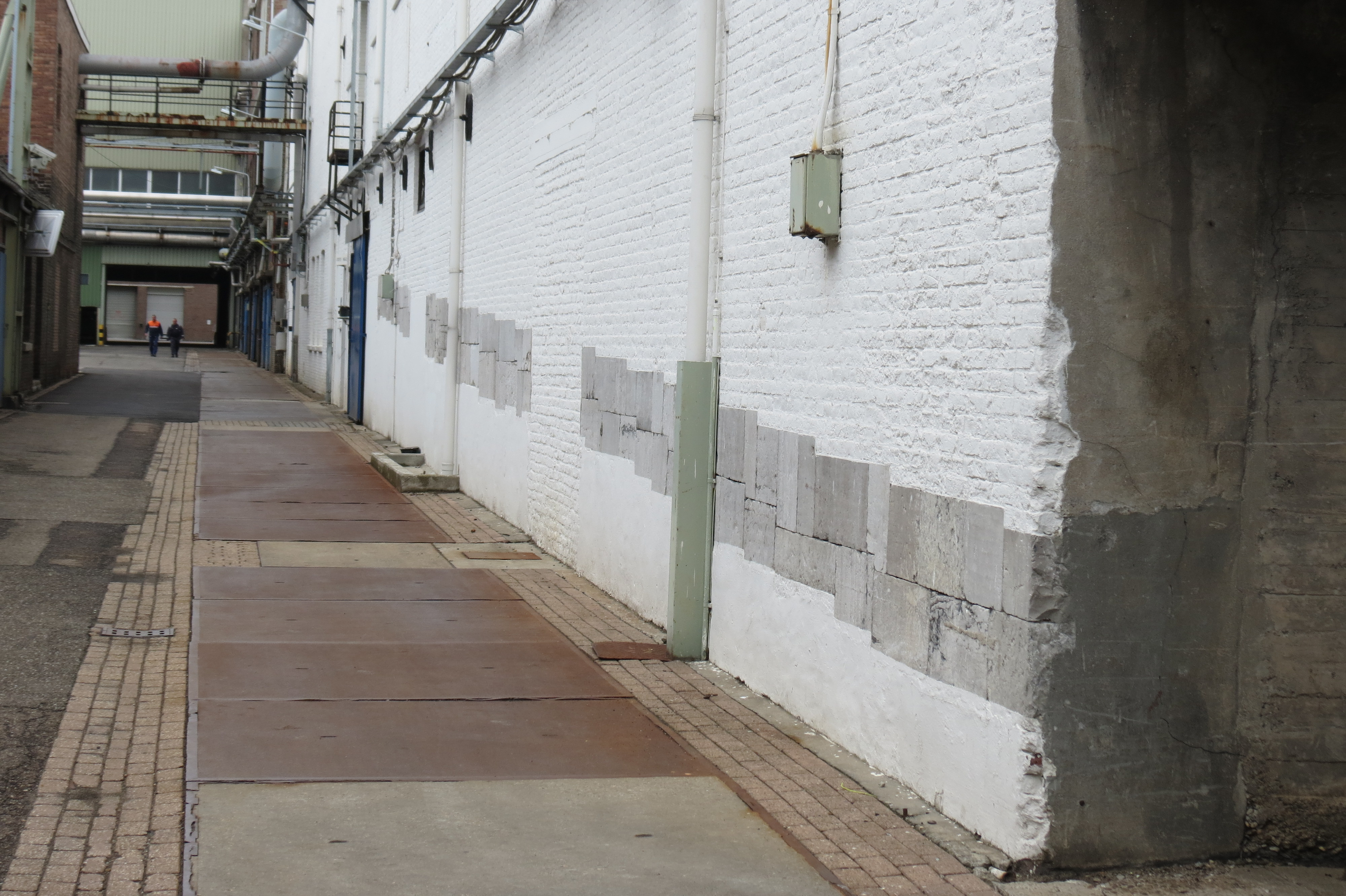
Markering hellingbaan affuitenloods
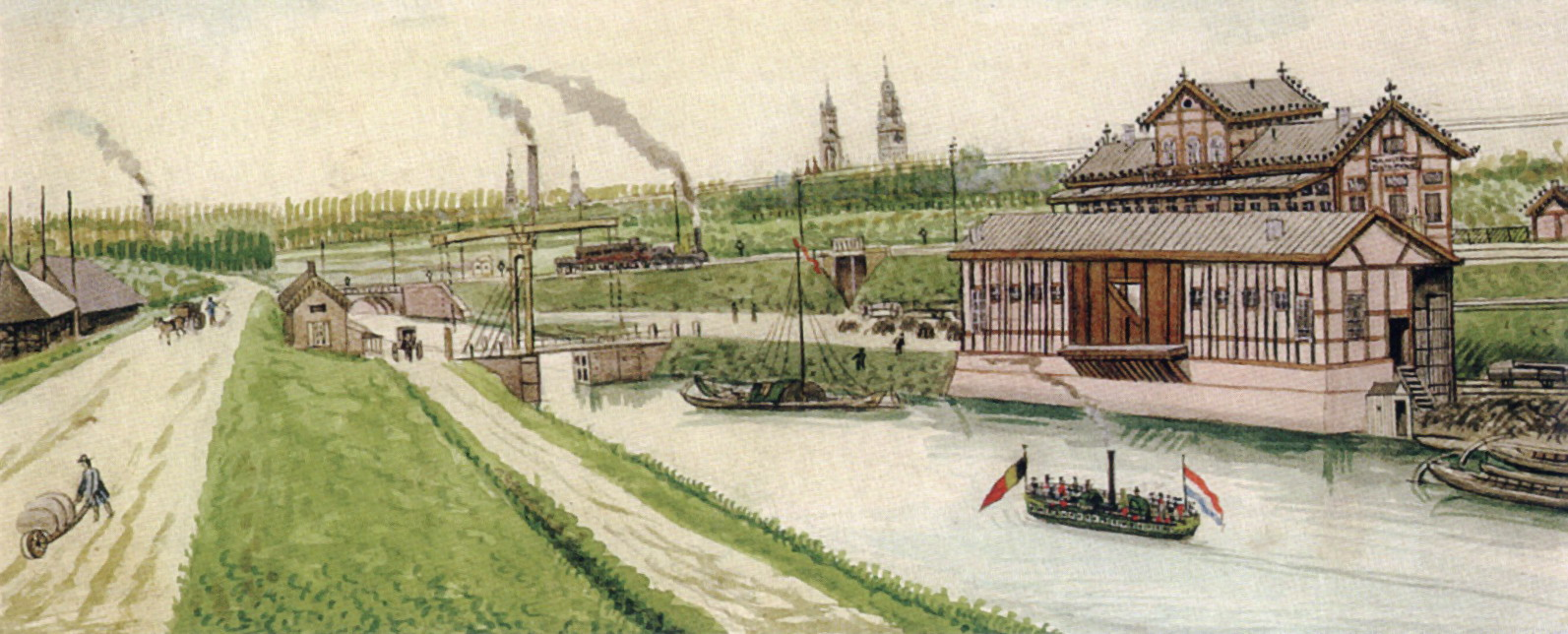
Voormalig station Boschpoort